# Rakotoarimanana Herilala
 (août 2023).
Rakotoarimanana Herilala est un contrôleur Contrôleur général de Police et homme politique malgache. Il est depuis le 14 janvier 2024 ministre de la sécurité publique malgache.

## Biographie

### Parcours dans la police
Rakotoarimanana Herilala gravit progressivement les échelons de la police de son pays. Le CGP Rakotoarimanana Herilala est chargé au sein de ministère de la sécurité publique de la direction de la lutte contre la corruption et celle axée sur la discipline. Hormis cela, il fait également ses armes au sein de plusieurs services et entités notamment la police judiciaire, les renseignements et la sécurité publique,,,.

### Parcours politique
Par décret n°2024-007 du 14 janvier 2024 relatif à la nomination du Premier Ministre, Chef du Gouvernement et sur proposition de ce dernier, Le CGP Rakotoarimanana Herilala est nommé ministre de la sécurité publique malgache,.